# Ronal Céliz
Ronal Céliz Millian (Moyobamba, departamento de San Martín, Perú, 30 de agosto de 1983), también conocido como "Bolo" Céliz, es un exfutbolista y entrenador peruano.

## Clubes y estadísticas
| Club                             | Temporada        | Liga     | Liga  | Copa Inter. | Copa Inter. | Total    | Total |  |
| Club                             | Temporada        | Partidos | Goles | Partidos    | Goles       | Partidos | Goles |  |
| -------------------------------- | ---------------- | -------- | ----- | ----------- | ----------- | -------- | ----- |  |
| Unión Tarapoto · Perú            | 2007             | ???      | ???   | —           | —           | ???      | ???   |  |
| Unión Tarapoto · Perú            | Total            | ???      | ???   | ???         | ???         | ???      | ???   |  |
| Santa Rosa de Morales · Perú     | 2008             | ???      | ???   | —           | —           | ???      | ???   |  |
| Santa Rosa de Morales · Perú     | Total            | ???      | ???   | ???         | ???         | ???      | ???   |  |
| Defensor Porvenir · Perú         | 2008             | ???      | ???   | —           | —           | ???      | ???   |  |
| Defensor Porvenir · Perú         | Total            | ???      | ???   | ???         | ???         | ???      | ???   |  |
| Deportivo Cali (Tarapoto) · Perú | 2009             | ???      | ???   | —           | —           | ???      | ???   |  |
| Deportivo Cali (Tarapoto) · Perú | Total            | ???      | ???   | ???         | ???         | ???      | ???   |  |
| Universitario (Trujillo) · Perú  | 2009             | ???      | ???   | —           | —           | ???      | ???   |  |
| Universitario (Trujillo) · Perú  | Total            | ???      | ???   | ???         | ???         | ???      | ???   |  |
| Oriental Sporting · Perú         | 2010             | ???      | ???   | —           | —           | ???      | ???   |  |
| Oriental Sporting · Perú         | Total            | ???      | ???   | ???         | ???         | ???      | ???   |  |
| Unión Comercio · Perú            | 2010             | ???      | ???   | —           | —           | ???      | ???   |  |
| Unión Comercio · Perú            | 2011             | 23       | 3     | —           | —           | 23       | 3     |  |
| Unión Comercio · Perú            | 2012             | 29       | 3     | 2           | 0           | 31       | 3     |  |
| Unión Comercio · Perú            | 2013             | 12       | 2     | —           | —           | 12       | 2     |  |
| Unión Comercio · Perú            | Total            | 64       | 8     | 2           | 0           | 66       | 8     |  |
| Universidad San Martín · Perú    | 2013             | 10       | 0     | —           | —           | 10       | 0     |  |
| Universidad San Martín · Perú    | Total            | 10       | 0     | —           | —           | 10       | 0     |  |
| Sport Huancayo · Perú            | 2014             | 19       | 5     | —           | —           | 19       | 5     |  |
| Sport Huancayo · Perú            | Total            | 19       | 5     | —           | —           | 19       | 5     |  |
| Ayacucho FC · Perú               | 2015             | 5        | 0     | —           | —           | 5        | 0     |  |
| Ayacucho FC · Perú               | Total            | 5        | 0     | —           | —           | 5        | 0     |  |
| Los Caimanes · Perú              | 2015             |          |       | —           | —           |          |       |  |
| Los Caimanes · Perú              | Total            |          |       | —           | —           |          |       |  |
| Atlético Torino · Perú           | 2016             |          |       | —           | —           |          |       |  |
| Atlético Torino · Perú           |                  |          |       |             |             |          |       |  |
| Total en carrera                 | Total en carrera | 100      | 8     | 2           | 0           | 102      | 8     |  |

## Palmarés

### Campeonatos nacionales
| Título    | Club           | País | Año  |
| --------- | -------------- | ---- | ---- |
| Copa Perú | Unión Comercio | Perú | 2010 |

### Distinciones individuales
| Distinción                                                                             | Año  |
| -------------------------------------------------------------------------------------- | ---- |
| Incluido en el equipo ideal de la Copa Perú según el portal periodístico DeChalaca.com | 2010 |